# 新浪博客
新浪博客（シンランボークー、英語: Sina Blog）は、中華人民共和国の新浪公司が運営するブログサービスである。

## 概要
2005年9月8日にBlog2.0パブリックベータ版を公開し、サービスが開始された。
中国においては、最も読者から歓迎されるブログポータルサイトとなり、サービス開始から2年後の2007年時点のブログ読者は61.7%である。また、ブロガーがブログを発表する場として利用するブログポータルサイトの人気度は第1位であり、49.6%であった。

## 特徴
1つの記事に掲載される単語数は、20,000文字（漢字10,000文字）に制限されている。文字数には、コードや句読点、テキストの色、フォントサイズ、画像、スペースが含まれる。